# Jackson Mac Low

Jackson Mac Low, 2003

Jackson Mac Low (* 12. September 1922 in Chicago; † 8. Dezember 2004 in New York City) war ein US-amerikanischer Lyriker, Komponist und Vertreter von Fluxus, Lautpoesie und Konkreter Poesie.

## Leben und Werk
Jackson Mac Low studierte von 1939 bis 1943 an der University of Chicago und von 1955 bis 1958 am Brooklyn College, wo er mit dem Bachelor abschloss. 1963 war Jackson Mac Low Teilnehmer des Festum Fluxorum Fluxus in Düsseldorf. Er arbeitete mehrfach mit John Cage zusammen. Mac Low lehrte als Gastprofessor am Mannes College of Music in New York City und war von 1966 bis 1973 Professor an der New York University. Er hielt Vorlesungen an zahlreichen Universitäten. An der „Schule für Dichtung“ in Wien war Jackson Mac Low von 1992 bis 1993 tätig.
Jackson Mac Low war Komponist, schrieb Essays und war ein Vertreter der Lautpoesie, konkreten Poesie, Performances. Er kreierte mehrere Hörspiele, die vom WDR produziert wurden. Die Ehe mit der Malerin Iris Lezak bestand von 1962 bis 1978, das Paar bekam 1963 einen Sohn und 1966 eine Tochter. Von 1964 bis 1980 nahm er am Annual Avant Garde Festival of New York teil, welches von Charlotte Moorman organisiert wurde. Ab Anfang der 1980er Jahre bis 2004 arbeitete Mac Low zusammen mit seiner 2. Ehefrau, der Multimediakünstlerin Anne Tardos, mit der er 1990 die Ehe schloss. Im November 1998 veröffentlichte er mit Anne Tardos For Dick Higgins in New York. An einigen Projekten, zum Beispiel Homage to Leona Bleiweiss arbeitete er mit der Komponistin Pauline Oliveros.
Dialog unter Dichtern (1982 produziert vom WDR) wurde auf der documenta 8 in Kassel gezeigt. 

„„Dialog unter Dichtern“: eine akustische Collage aus zehn von Jackson Mac Low nach Zufallsverfahren bearbeiteten Texten amerikanischer und deutscher Dichter sowie eines tibetanischen Mantras. Mac Low setzt hier im Hörspiel erstmals seine Erfahrung mit den von ihm seit den 50er Jahren entwickelten „simultaneities“ ein, kombiniert mit der Mehrspurtechnik.“

## Auszeichnungen
- 1985: Guggenheim-Stipendium
- 1999: Wallace Stevens Award[2]